# دانيال كورنيليوس فان
دانيال كورنيليوس فان هولست بيليكّان (بالإنجليزية: Dan van Holst Pellekaan) هو سياسي أسترالي سابق، شغل منصب عضو في مجلس نواب جنوب أستراليا ممثلاً دائرة ستيوارت عن الحزب الليبرالي الأسترالي منذ انتخابات ولاية جنوب أستراليا 2010 وحتى خسارته للمقعد في انتخابات ولاية جنوب أستراليا 2022.

## المناصب الحكومية
تولّى فان هولست بيليكّان منصب نائب رئيس وزراء جنوب أستراليا بين نوفمبر 2021 ومارس 2022، كما شغل منصب وزير الطاقة والتعدين في حكومة ستيفن مارشال بين عامي 2018 و2022.

## الحياة السياسية
انتُخب لأول مرة لمقعد دائرة ستيوارت في انتخابات 2010، وأعيد انتخابه في 2014 و2018، وشارك خلال فترة عمله في البرلمان في عدد من اللجان البرلمانية ذات الصلة بالبنية التحتية والطاقة. عُرف بدعمه لسياسات الطاقة المتجددة وتطوير شبكات الكهرباء في جنوب أستراليا.

## خسارة المقعد
في انتخابات 2022، خسر مقعده أمام المرشح المستقل جيف بروك (Geoff Brock)، الذي كان قد انتقل إلى دائرة ستيوارت بعد إعادة ترسيم الدوائر الانتخابية.